# 西蒙娜·耶茨

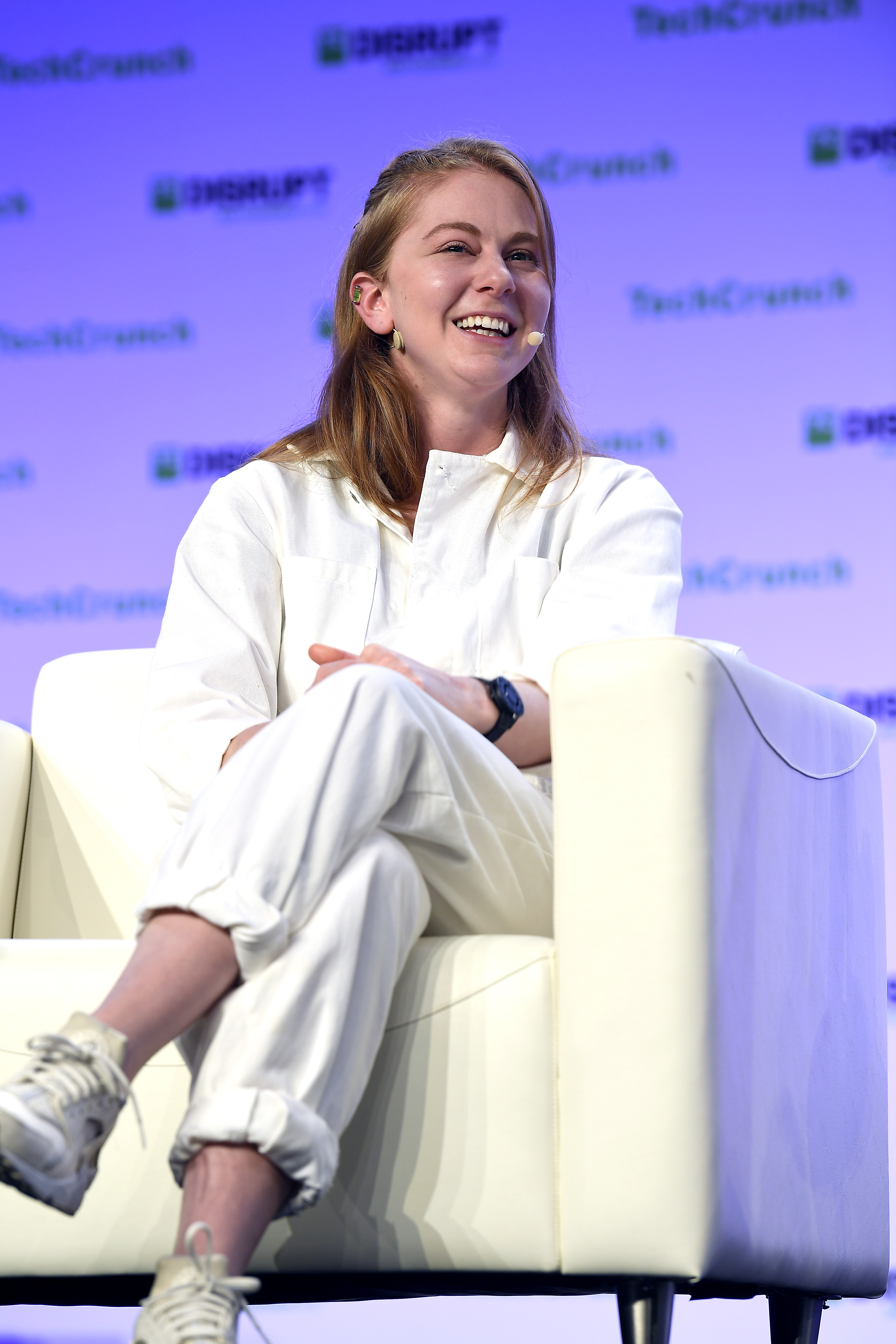
2019年参加TechCrunch Disrupt大会的西蒙娜·耶茨

西蒙娜·耶茨（瑞典語：Simone Giertz，1990年11月1日—），瑞典发明家、主持人及网络红人。

## 生平
耶茨出生于瑞典斯德哥尔摩，其母亲卡罗琳·耶茨是一位作家及电视主持人。16岁时她赴中国交流一年，期间参演了安徽方言情景喜剧《欢喜龙虾档》。她曾在瑞典皇家理工学院学习工程物理，一年后辍学。
耶茨对电子产品的兴趣始于2013年。当时她为一档儿童电子产品节目试播集做了一个牙刷头盔，之后将其上传到YouTube，由此开始了她的YouTube生涯。耶茨称自己为“废柴机器人女王”（Queen Of Shitty Robots），她发明过许多搞笑但不实用的产品，如扇耳光的闹钟、涂口红机器人、自动洗头机器人等，还受邀在《斯蒂芬·科拜尔晚间秀》上展示过自己的发明。